# Finseninstitutet

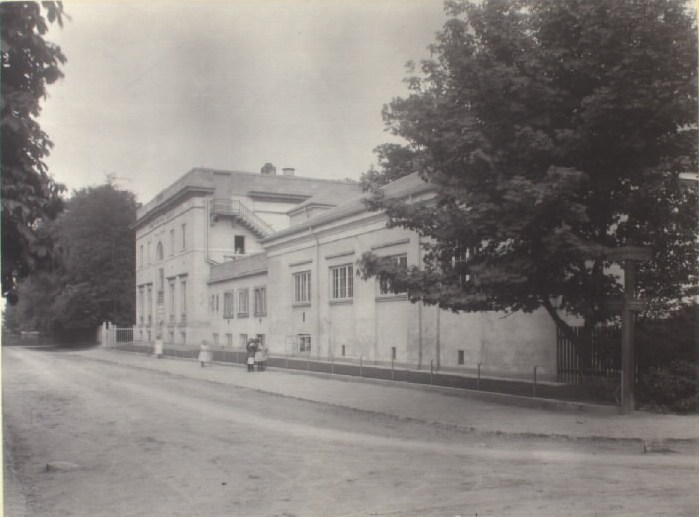
Finseninstitutet i Rosenvænget.

Finseninstitutet (formellt namn Finsens medicinske Lysinstitut) var ett självständigt medicinskt institut på Østerbro i Köpenhamn. Institutet grundades av läkaren Niels Finsen 1896 med syftet att bedriva behandlingar enligt hans utvecklade metod med ljusbehandling av hudtuberkulos (lupus vulgaris) och andra sorters strålbehandling. Finsen avled 1904 men institutet levde vidare som självständig institution till 1981.
De första byggnaderna uppfördes i Rosenvænget på Østerbro av arkitekten Gotfred Tvede åren 1900-1901 och 1906-1908. Huvudbyggnaden mot  Strandboulevarden uppfördes 1919-1921. 
I takt med att hudtuberkulosen gick tillbaka som sjukdom kom verksamheten att fokuseras på cancerbehandling. Förutom strålbehandling behandlades cancer även med kirurgi. Institutet var ledande inom utvecklingen av klinisk kemi. Institutet kom att med stöd av Kræftens Bekæmpelse byggas ut till ett sjukhus specialiserad på behandling av cancer. Arkitekterna Kay Fisker och C.F. Møller ritade Radiumstationen som uppfördes 1937.
Bland de personer som verkat på Finseninstitutet finns narkosläkaren Henning Ruben som utvecklade andningsballongen samt Karl Albert Hasselbalch som medverkade i utvecklingen av buffertformeln.
1981 slogs institutet samman med Rigshospitalet varefter institutets verksamhet flyttades till nya underjordiska lokaler uppförda 1985. Sedan 1990 bedriver Kræftens Bekæmpelses sin verksamhet i Fisker och Møllers byggnader medan de äldre byggnaderna ritade av Tvede är uthyrda till Danmarks Designskole.